# Mohammad Youssef Beydoun
Pour les articles homonymes, voir Beydoun.
Mohammad Youssef Beydoun, né en 1931 à Beyrouth et mort le 20 décembre 2023, est un homme politique libanais.

## Biographie
Licencié en droit de l'université Saint-Joseph de Beyrouth, il est élu député chiite de Beyrouth en 1972. Durant la guerre civile, il occupe le poste de ministre de l'Industrie entre 1980 et 1982 au sein du gouvernement de Chafic Wazzan. Entre 1990 et 1992, il est ministre des Ressources hydrauliques et électriques dans le cabinet d'Omar Karamé.
Proche allié de l'ancien Premier ministre Salim El-Hoss, il est réélu sur sa liste député de Beyrouth en 1992 et 1996. En 1992, il se présente à la Présidence du Parlement, soutenu par les rares voix de l'opposition, mais est battu par Nabih Berri.
En 1998, Salim El-Hoss redevient Premier ministre et lui confie trois postes ministériels : l'Éducation nationale, la Jeunesse et les Sports, l'Enseignement technique et professionnel et la Culture. En 2000, ils sont tous deux battus par les candidats de la liste de Rafiq Hariri.
Depuis sa défaite en septembre 2000, Mohammad Youssef Beydoun s'est retiré de la vie politique active.